# Halocypridina
Halocypridina is een onderorde van kreeftachtigen uit de klasse van de Ostracoda (Mosselkreeftjes).

## Superfamilies
- Halocypridoidea Dana, 1853
- Thaumatocypridoidea Müller, 1906